# Laïs
Laïs — бельгійський фолк-гурт, заснований у 1994 році. Відомий своєю авторською музикою і піснями з використанням текстів які сягають Середньовіччя, частина з яких виконується а капела. В інструментальному супроводі використовуються як сучасні, так і середньовічні музичні інструменти. «Laïs» у перекладі з кельтської означає «голос».

## Історія
Кар'єра Laïs розпочалася в 1994 році, коли гурт у складі Йорун Бауверартс, Аннеліс Брозенс і Суткін Колльє вперше виступив на фестивалі в Гойку. Незадовго після цього Суткін Колльє покинула гурт. її замінила Наталі Делкруа. Перший альбом гурту записаний разом із фолк-рок гуртом Kadril вийшов 19 листопада 1998 року і виявився дуже успішним. Продюсер припускав, що буде продано близько 5 000 дисків, проте було продано понад 70 000.
Після успіху першого альбому, Laïs виступили із серією концертів у Фландрії, Нідерландах, Іспанії та Франції. Згодом вийшов другий альбом, Dorothea (2000). Як і в першому тексти пісень були запозичені в середньовічних піснярів. 2000 року гурт відзначено премією Zamu у номінації «найкращий вокал».
Схожість між двома першими альбомами означала, що наступний альбом мав радикально відрізнятися від попередників. 2002 року звукозаписні компанії не були готові випустити ще один альбом схожий на Dorothea. Альбом Douce Victime (2004) був першим кроком у цьому напрямку. Вже у 2007 році в альбомі The ladies second song на зміну нідерландським середньовічним текстам прийшли вірші Пабло Неруди, Вільяма Батлера Єйтса і Поль Верлена. Тоді в музиці Laïs з'явились електронні елементи.
У вересні 2020 року, після 25 років спільного співу, гурт покинула Аннеліс Брозенс. Відтоді Йорун Бауверартс і Наталі Делкруа продовжують виступати як Laïs дуетом разом зі своїми музикантами.

## Дискографія

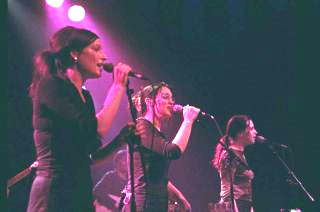
Laïs на виступі в Амстердамі 20 січня 2001

### Сингли
- 't Smidje (1998)
- De Ballade Van Boon (1999)
- Dorothea (2001)
- Le Grand Vent (2001)
- Le Renard et la Belette (2002)
- Rinaldo (2004)
- De Klacht van een Verstoten Minnares (2004)
- Kalima Kadara (2005)
- Qui a Tué Grand'maman (2006)
- Joskesong (2007)
- The Lady's Second Song (2007)
- In de Bleke Winterzon (2008)
- Orion (2022)
- Lucia (2022)

### Альбоми
| Альбом                  | Рік випуску |
| ----------------------- | ----------- |
| Laïs                    | 1998        |
| Dorothea                | 2000        |
| A la capella            | 2003        |
| Douce victime           | 2004        |
| Documenta               | 2006        |
| The Ladies' Second Song | 2007        |
| Laïs Lenski             | 2009        |
| Midwinter tales         | 2013        |
| Midwinter tales II      | 2017        |
| 25                      | 2019        |
| Laïs zingt Kleinkunst   | 2021        |
| De langste nacht        | 2022        |